# Луидии
Луидии (лат. Luidia) — род морских звёзд из отряда паксиллоносных морских звёзд. Выделяется в монотипическое семейство Luidiidae. Одни из наиболее примитивных современных морских звёзд.

## Описание
Лучи длинные и гибкие, окаймлены многочисленными иголочками, их количество у разных видов варьирует от 5 до 11. Окраска обычно неяркая, серовато- или зеленовато-бурая. Амбулакральные ножки без присосок. Папулы имеют вид ветвящихся выростов, а не простых выпячиваний кожи, как у всех остальных морских звёзд.

## Ареал и места обитания
Обитают на небольших глубинах теплых и тропических морей. Населяют песчаное дно, по которому ползают не только по поверхности, но и зарывшись в толщу песка.

## Питание
Питаются в основном офиурами и морскими ежами, которых заглатывают целиком. В желудках луидий нередко находили по несколько десятков офиур.

## Виды
В роде Luidia около 50 видов:
- Luidia alternata (Say, 1825)
- Luidia amurensis Döderlein, 1920
- Luidia armata Ludwig, 1905
- Luidia asthenosoma Fisher, 1906
- Luidia atlantidea Madsen, 1950
- Luidia australiae Döderlein, 1920
- Luidia avicularia Fisher, 1913
- Luidia barbadensis Perrier, 1881
- Luidia bellonae Lütken, 1865
- Luidia changi Liu, Liao & Li, 2006
- Luidia ciliaris (Philippi, 1837)
- Luidia clathrata (Say, 1825)
- Luidia columbia (Gray, 1840)
- Luidia denudata Koehler, 1910
- Luidia difficilis Liu, Liao & Li, 2006
- Luidia ferruginea Ludwig, 1905
- Luidia foliolata (Grube, 1866)
- Luidia gymnochora Fisher, 1913
- Luidia hardwicki (Gray, 1840)
- Luidia herdmani A. M. Clark, 1953
- Luidia heterozona Fisher, 1940
- Luidia hexactis H. L. Clark, 1938
- Luidia inarmata Döderlein, 1920
- Luidia integra Koehler, 1910
- Luidia latiradiata (Gray, 1871)
- Luidia lawrencei Hopkins & Knott, 2010
- Luidia longispina Sladen, 1889
- Luidia ludwigi Fisher, 1906
- Luidia maculata Müller & Troschel, 1842
- Luidia magellanica Leipoldt, 1895
- Luidia magnifica Fisher, 1906
- Luidia mauritiensis Koehler, 1910
- Luidia neozelanica Mortensen, 1925
- Luidia orientalis Fisher, 1913
- Luidia patriae Bernasconi, 1941
- Luidia penangensis deLoriol, 1891
- Luidia phragma H. L. Clark, 1910
- Luidia porteri A. H. Clark, 1917
- Luidia prionota Fisher, 1913
- Luidia quinaria von Martens, 1865
- Luidia sagamina Döderlein, 1920
- Luidia sarsii Düben & Koren, in Düben, 1845
- Luidia savignyi (Audouin, 1826)
- Luidia senegalensis (Lamark, 1816)
- Luidia sibogae Döderlein, 1920
- Luidia superba A. H. Clark, 1917
- Luidia tessellata Lutken, 1859
- Luidia yesoensis Goto, 1914

## Фото

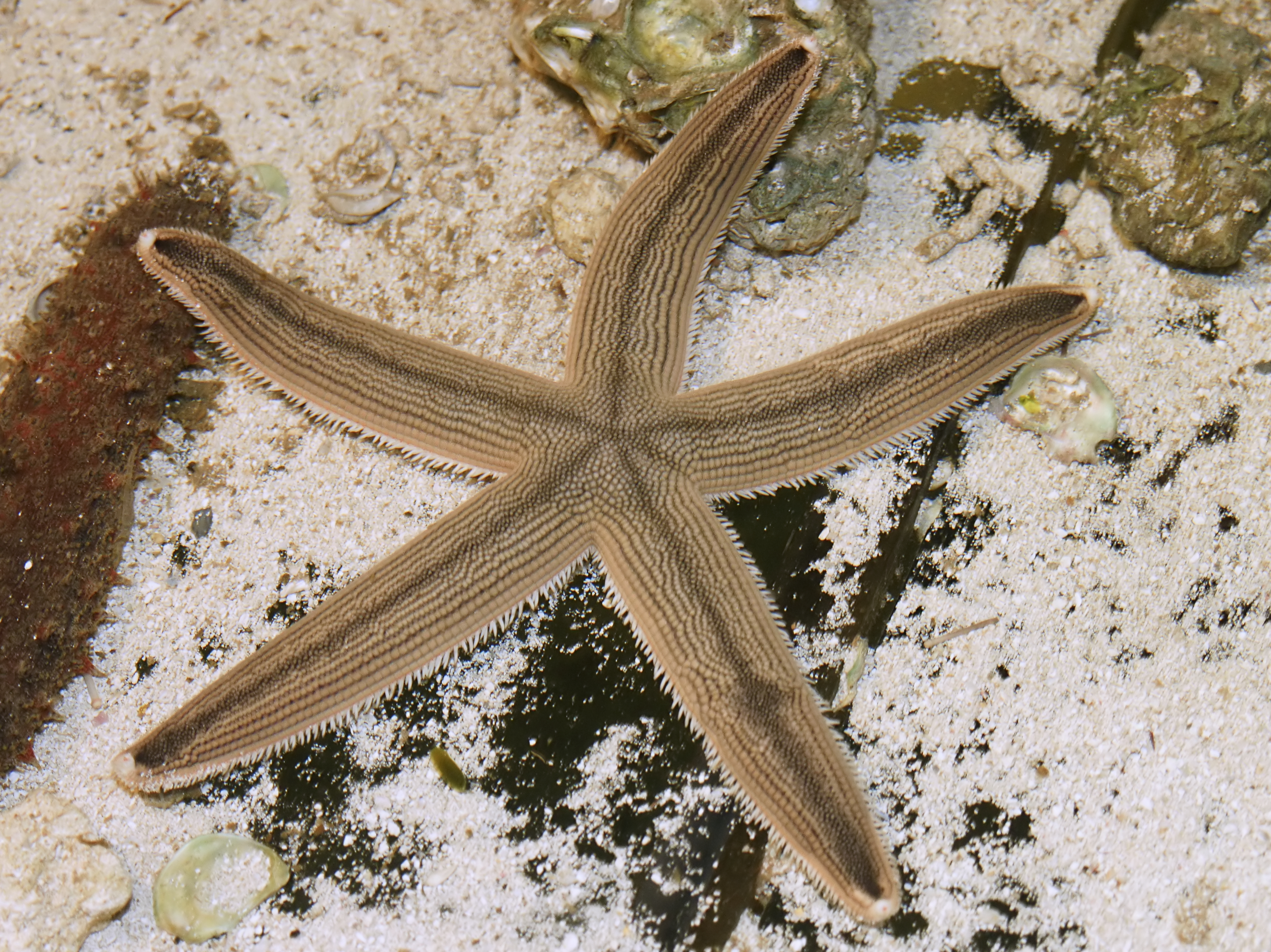
Luidia clathrata
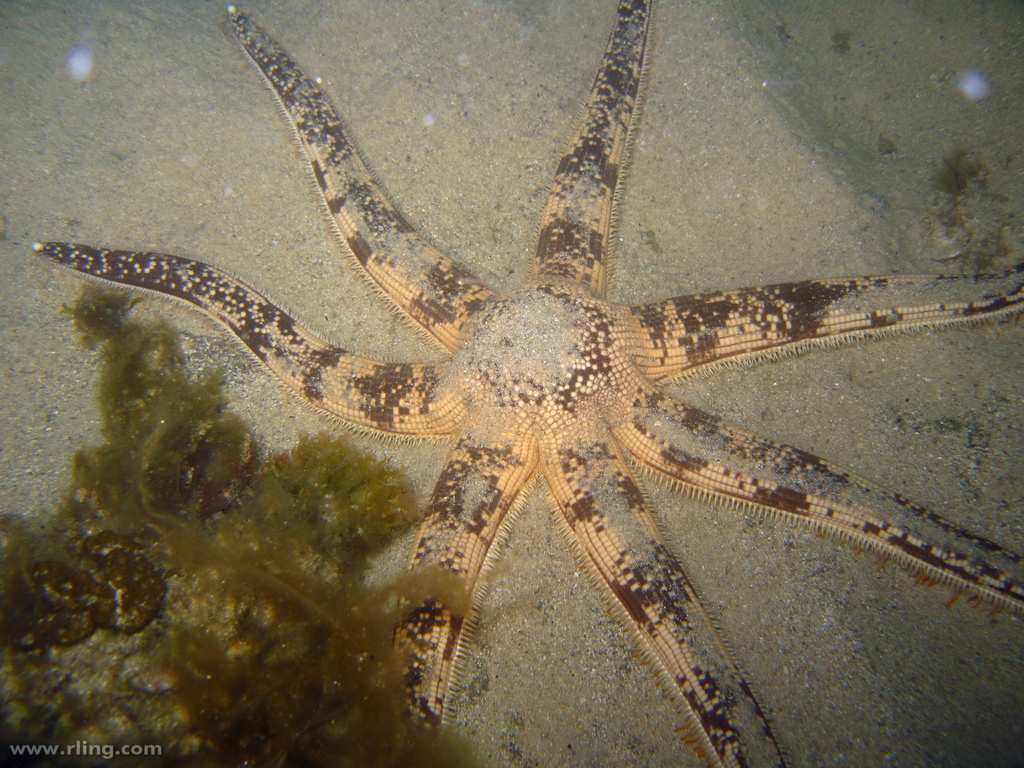
Luidia australiae
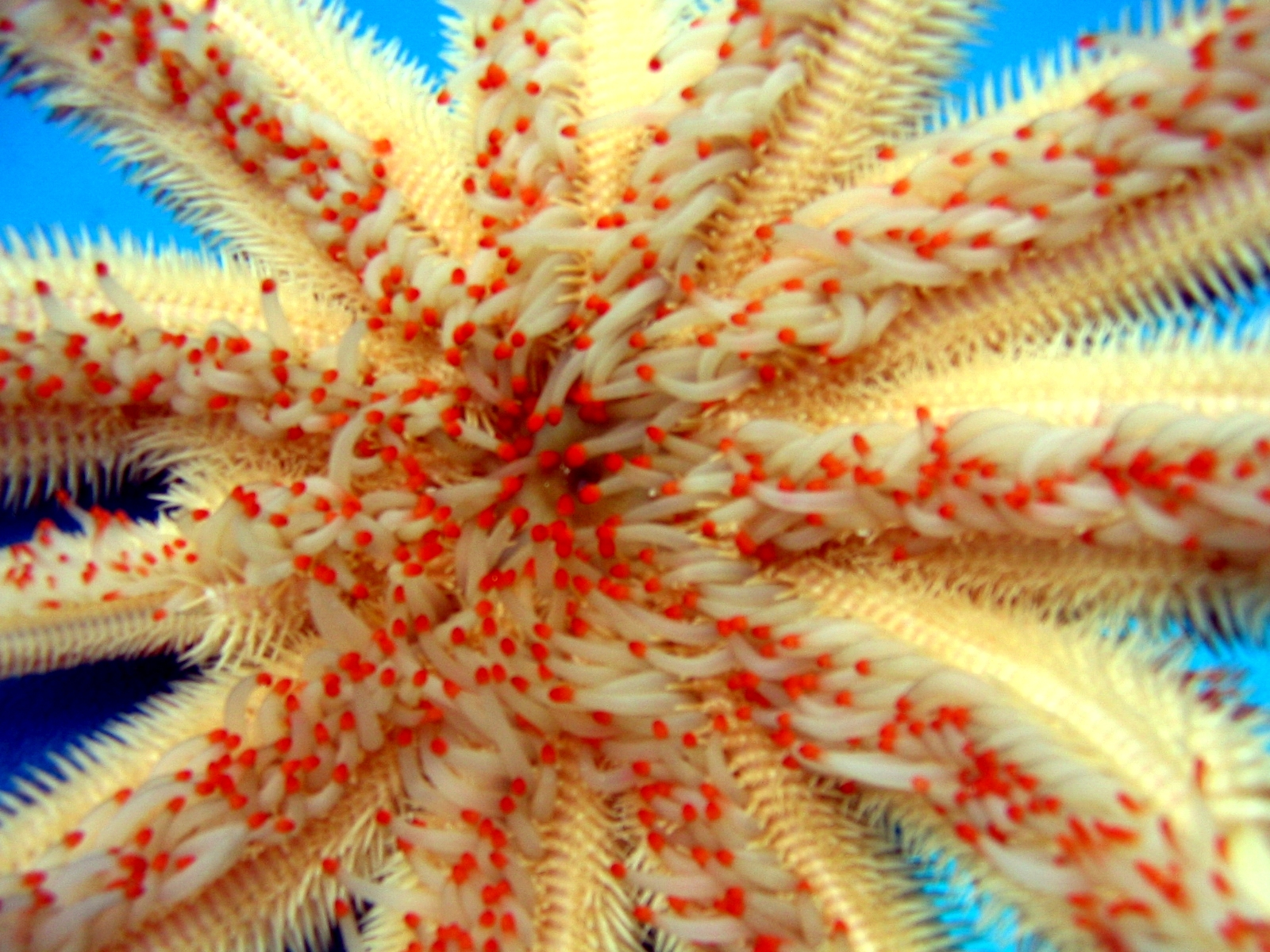
Luidia magnifica, нижняя сторона
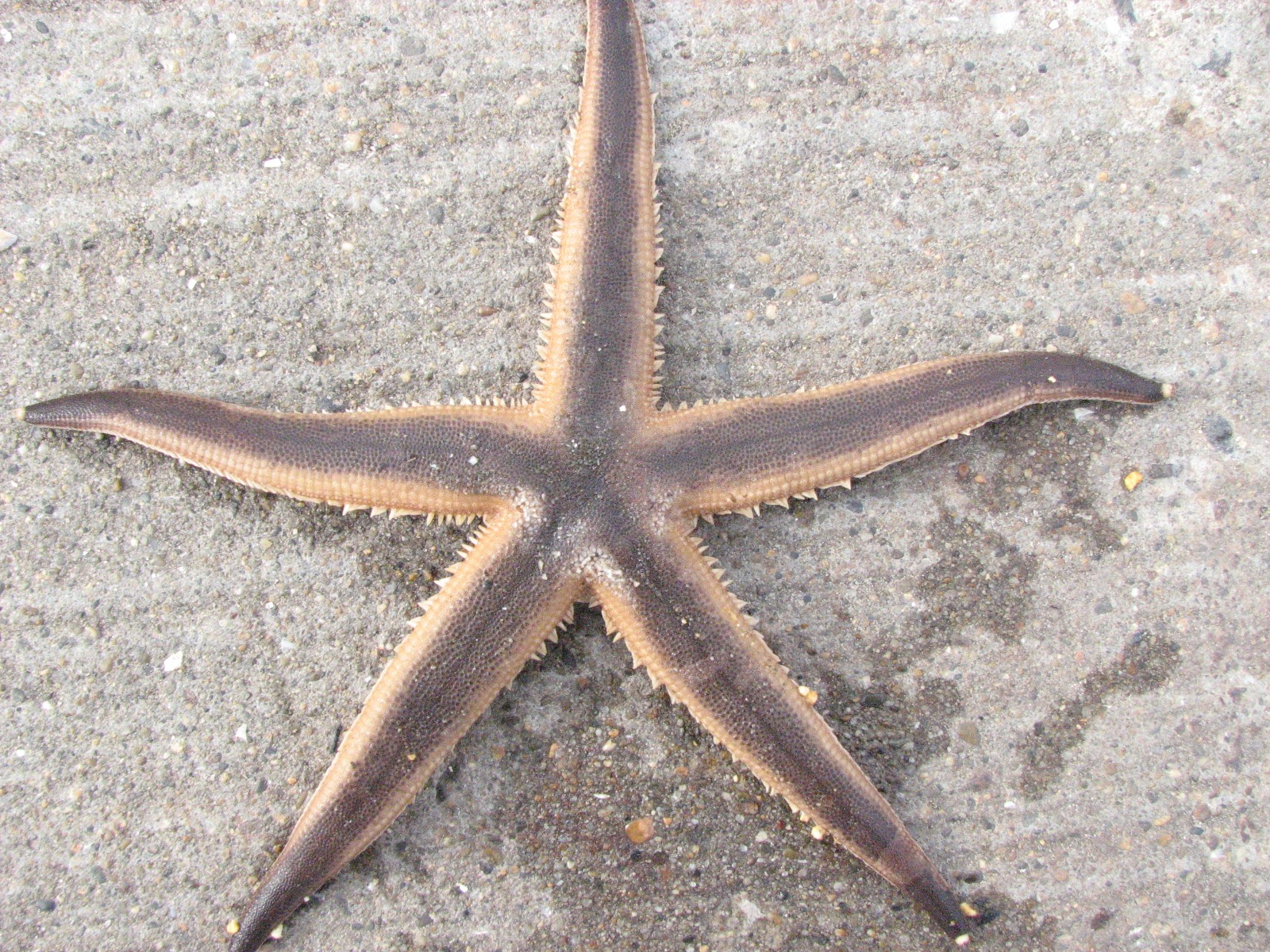
Luidia quinaria
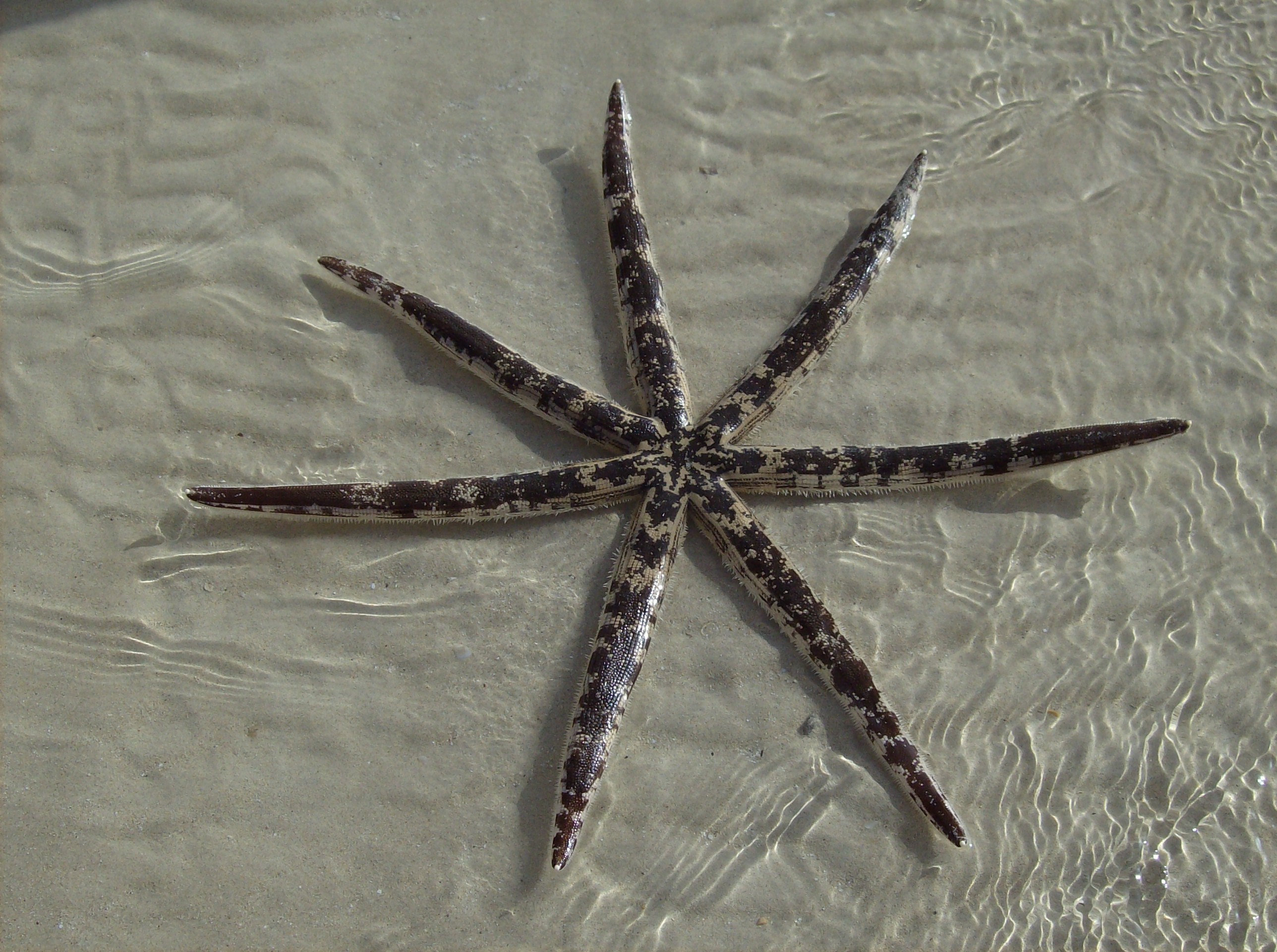
Luidia ciliaris
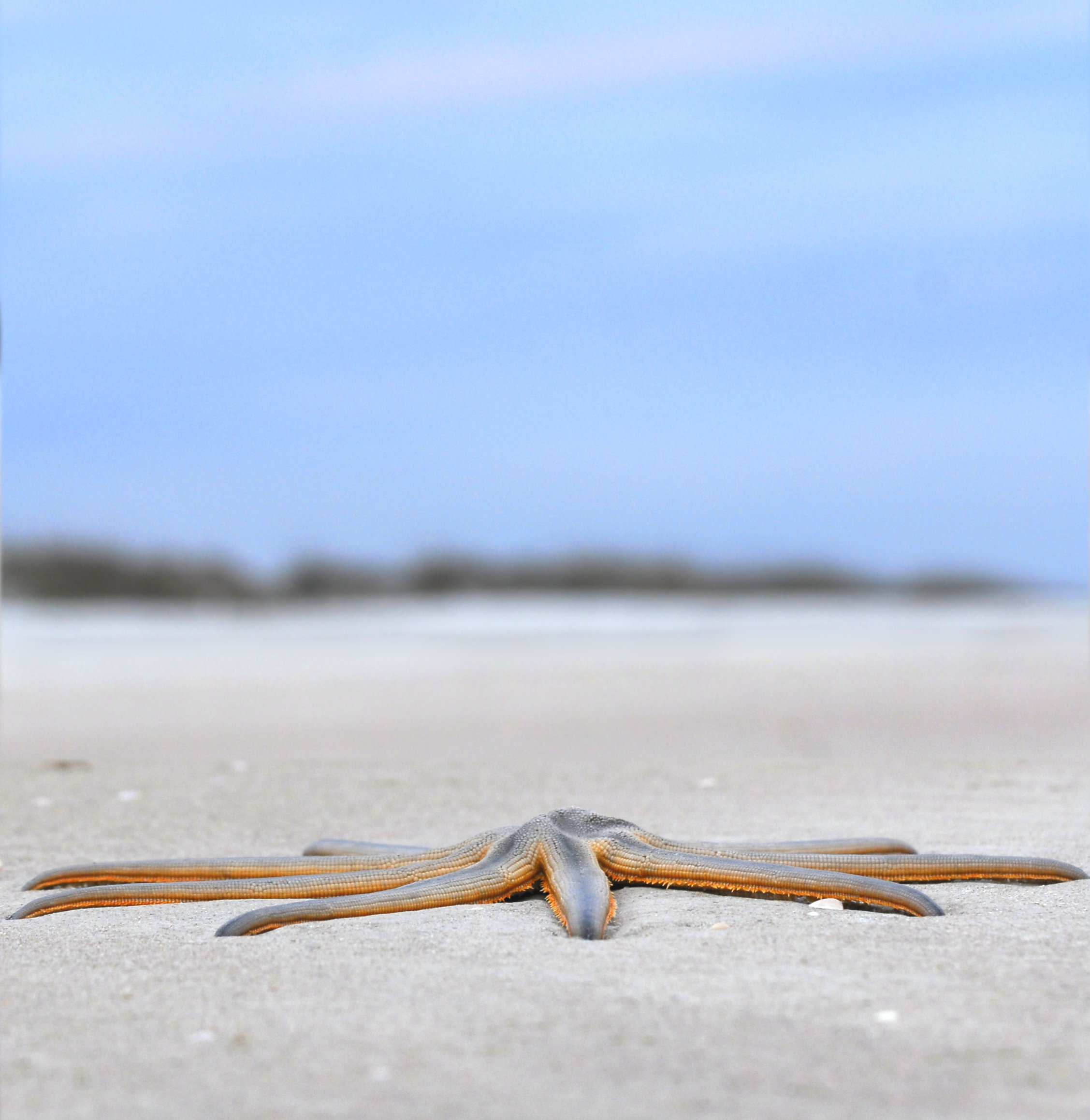
Luidia senegalensis